# 笏紙
笏紙（しゃくがみ、しゃくし）とは、平安時代に貴族が笏の裏に張り付けていた紙のこと。

## 概要
平安時代には公事や儀式の場においては先例に従った行動を取ることが求められ、その際の細かい作法までが定められていた。だが、その全てを覚えておくことは困難であり、公事や儀式の前に予めその式次第や作法を記した紙を笏の裏側に張り付けて万一に備えた。それが笏紙である。
公事や儀式の度に違う笏紙を貼っては剥がしていたが、それを繰り返していくうちに笏紙を貼る時に用いた続飯（そくい、御飯粒で作った糊）の影響で笏の光沢が失われてしまう場合があった。そうした場合に備えて、公事や儀式が重なる場合には予め複数の笏を用意して備えていたが、儀式や礼儀を職掌とする式部省の官人の中でも中下級の者は笏を用意するだけの経済的な余裕はなかった。
『枕草子』の「いやしげなるもの」すなわち下品なものの代表例として「式部丞の笏」を挙げているのは、式部丞（五位もしくは六位相当）は、複数の笏を持つ余裕は無いが、儀式における必要上どうしても笏紙を何度も貼り直すことになり、笏が汚れてしまうことを皮肉ったものとされている。